# Bentarique (kommunhuvudort)
Bentarique är en kommunhuvudort i Spanien. Den ligger i provinsen Provincia de Almería och regionen Andalusien, i den södra delen av landet, 400 km söder om huvudstaden Madrid. Bentarique ligger 326 meter över havet och antalet invånare är 275.
Terrängen runt Bentarique är huvudsakligen kuperad, men västerut är den bergig. Bentarique ligger nere i en dal. Runt Bentarique är det ganska tätbefolkat, med 83 invånare per kvadratkilometer. Närmaste större samhälle är Vícar, 17,5 km söder om Bentarique. Omgivningarna runt Bentarique är i huvudsak ett öppet busklandskap.